# Aréopage de la Grèce continentale orientale
L'aréopage de la Grèce continentale orientale, en grec moderne : Άρειος Πάγος της Ανατολικής Χέρσου Ελλάδας / Ários Págos tis Anatolikís Chérsou Elládas, est un régime provisoire qui a existé en Grèce Centrale, pendant la guerre d'indépendance grecque. 

## Contexte
Au cours des premières étapes de la révolution grecque contre l'Empire ottoman, il n'existe aucune autorité globale sur les rebelles. Chaque région élit séparément ses propres assemblées et tente de mettre en place une administration pour coordonner la lutte. L'une des premières entités de ce type est établie en Grèce continentale orientale, également appelée la Roumélie. 

## Histoire
Le soulèvement commence en mars 1821 et s'installe avec la prise de la capitale provinciale, Salóna, désormais Ámfissa, le 27 mars 1821. La garnison ottomane résiste dans la forteresse jusqu'au 10 avril, date à laquelle les Grecs la reprennent. Au même moment, les Grecs subissent une défaite à la bataille d'Alamána contre l'armée d'Omer Vrioni, qui se solde par la mort du général grec Athanásios Diákos. Mais l'avancée ottomane est stoppée lors de la bataille du khan de Gravia, sous la direction d'Odysséas Androútsos, qui est ensuite nommé commandant en chef de la Grèce orientale. Omer Vrioni se tourne vers la Béotie et met à sac Livadiá, attendant des renforts avant de se diriger vers la Morée. Ces forces, 8 000 hommes sous les ordres de Beyran Pacha, sont cependant affrontées et défaites à la bataille de Vassilika, le 26 aoûtt. Cette défaite contraint Omer Vrioni à se retirer également, sécurisant ainsi la Grèce orientale et la Morée.

## Administration de la Grèce orientale
La défaite d'Omer Vrioni ouvre la voie à l'organisation politique des territoires libérés. Du 15 au 20 novembre 1821, un conseil se tient à Salóna, auquel participent les principaux notables et chefs militaires locaux. Sous la direction de Théodore Négris, ils fixent une proto-constitution pour la région, appelée l'Ordre juridique de la Grèce continentale orientale (Νομική Διάταξις της Ανατολικής Χέρσου Ελλάδος), et mettent en place un conseil de gouvernement, l'Aréopage, composé de 71 notables de la Grèce continentale orientale ainsi que des régions de Thessalie et de Macédoine, où les soulèvements grecs sont bientôt réprimés,.
Officiellement, l'Aréopage est supplantée par l'administration centrale provisoire, établie en janvier 1822 après la première assemblée nationale d'Épidaure, mais le conseil poursuit son existence et exerce une autorité considérable, bien qu'au nom du gouvernement national. Toutefois, les relations sont souvent tendues, d'autant plus que la Grèce entre bientôt dans une phase de quasi-guerre civile.